# بئر العلب (سيئون)

تعديل مصدري - تعديل

بئر العلب هي إحدى قرى عزلة سيئون بمديرية سيئون التابعة لمحافظة حضرموت، بلغ تعداد سكانها 43 نسمة حسب تعداد اليمن لعام 2004.